# José Maria de Aquino

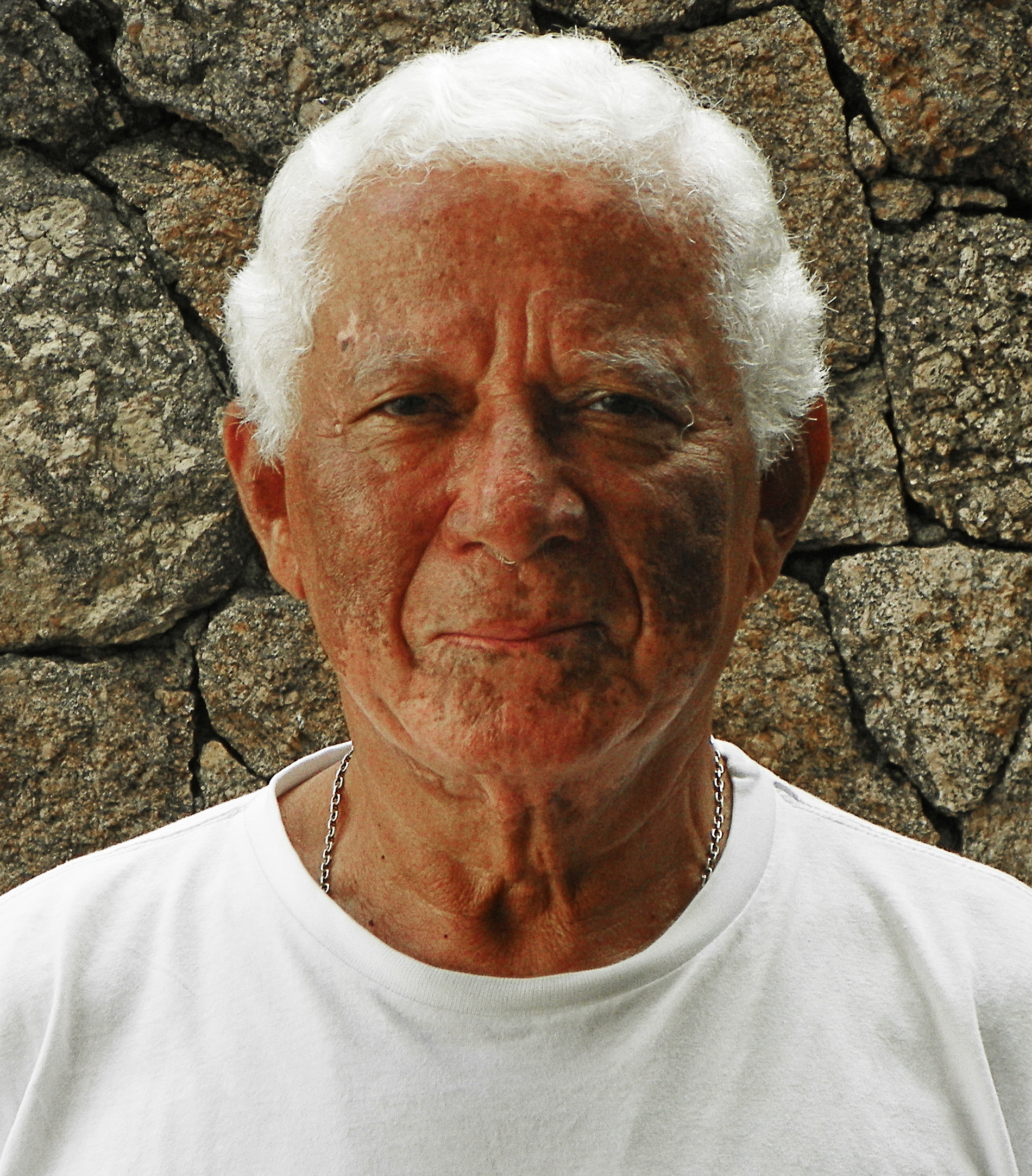
José Maria de Aquino em janeiro de 2011. Foto por Alexandre Giesbrecht.

José Maria de Aquino (Miracema, 18 de agosto de 1933) é um jornalista e advogado brasileiro.
O jornalista Cláudio de Souza, o primeiro diretor da revista Placar, diz que Aquino era na época "o melhor repórter esportivo do país, como continuou sendo, por ser ético, trabalhador e extremamente profissional". Sua carreira como jornalista foi iniciada em 1965, no Jornal da Tarde, como repórter. Lá conquistou, ao lado de Michel Laurence, o Prêmio Esso de jornalismo em 1969 com a matéria "O jogador é um escravo". Laurence cuidou das entrevistas, enquanto Aquino foi o responsável pela parte jurídica, por causa de sua formação em Direito. Em 1970 participou de um concurso da Editora Abril e foi aprovado para ser repórter na Placar, que seria aberta em março daquele ano. Ele fez parte do expediente da primeira edição.
Só deixaria a revista em 1982, quando recebeu um convite de Laurence, então na TV Globo, para comentar a Copa do Mundo daquele ano. De início, a ideia era que ele não deixasse a redação, mas a Abril só concordaria em "emprestá-lo" se, a cada vez que ele fosse comentar, recebesse o crédito de que era um jornalista da revista Placar, com o que a Globo não concordou. Então ele decidiu sair da revista para formar uma das equipes da emissora na competição. Na Globo seria ainda chefe de redação. Mais tarde, passaria por O Estado de S. Paulo e SporTV, e hoje está no Terra Esportes.

## Prêmios
| Ano  | Prêmios                                                                    | Categoria                             | Resultado | Ref.  |
| ---- | -------------------------------------------------------------------------- | ------------------------------------- | --------- | ----- |
| 1969 | Prêmio Esso de Jornalismo                                                  |                                       | Venceu    | [ 5 ] |
| 2023 | Troféu ACEESP (Associação dos Cronistas Esportivos do Estado de São Paulo) | Honra ao Mérito – 50 Anos de Carreira | Venceu    | [ 6 ] |